# Лєсницька Людмила Іванівна
Людмила Іванівна Лєсни́цька (нар. 28 травня 1924, Катеринослав) — українська художниця; член Спілки радянських художників України з 1955 року. Дружина художника Віктора Адамкевича.

## Біографія
Народилася 28 травня 1924 року в місті Катеринославі (нині Дніпро, Україна). 1951 року закінчила Київський художній інститут, де навчалася у Карпа Трохименка, Олександра Сиротенка, Михайла Хмелька, Георгія Меліхова.
Після здобуття фахової освіти працювала у Києві художником Державного видавництва сільськогосподарської літератури; з 1952 року викладала малюнок та завідувала навчальною частиною Дніпропетровського художнього училища; з 1953 року знову у Києві: у 1953—1954 роках — референт з творчих питань Спілки радянських художників України; у 1954—1965 роках працювала у Художньому фонді Української РСР.
Мешкала у Києві в будинку на вулиці Дашавській, № 27, квартира № 48 та у будинку на вулиці Овруцькій, № 28, квартира № 15.

## Творчість
Працювала в галузях станкового живопису та книжкової графіки. Авторка портретів, натюрмортів, пейзажів, тематичних полотен олією, соусом, вугіллям та олівцем, ілюстрацій до народних казок. Серед робіт:
живопис
- «Дочка» (1954);
- «Золотий пляж» (1958);
- «Піаністка Зої Єременко» (1959);
- «Гурзуф» (1959);
- «Бульвар імені Тараса Шевченка» (1959);
- «Домашній урок» (1959);
- «Мама й синок» (кінець 1950-х);
- «Господинька» (1960);
- «Бригадир будівельників» (1965);
- серія «Натюрморти» (1960–1970-ті);

ілюстрації до казок
- «Доктор Айболить» (1969);
- «Горбоконик» (1969);
- «Ріпка» (1970);
- «Колобок» (1970);
- «Вовк і Червона Шапочка» (1970);
- «Лисиця і Півень» (1971);
- «Теремок» (1971);
- «Кіт у чоботях» (1971);
- «Семеро козенят» (1971).

Учасниця численних художніх виставок, зокрема:
- 1953 року брала участь у Виставці політичного плаката Української РСР, що була відкрита з кінця вересня до початку жовтня в Києві, в приміщенні Спілки художників України;
- учасниця Виставки образотворчого мистецтва Української РСР, присвяченої 300-річчю Возз'єднання України з Росією, відкритої 16 жовтня 1954 року в Москві, в Державній Третьяковській галереї.

З 1955 року — експонент закордонних виставок. Брала участь у  виставці образотворчого мистецтва Української РСР у Польській Народній Республіці, що проходила з 15 січня до 6 лютого 1955 року у Варшаві, а з 14 лютого до 27 лютого 1955 року — у Кракові.